# Tangarka niebieska
Tangarka niebieska, tanagra niebieska (Thraupis episcopus) – gatunek małego ptaka z rodziny tanagrowatych (Thraupidae), zamieszkujący Amerykę Północną i Południową. Nie jest zagrożony.

## Systematyka
Wyróżniono kilkanaście podgatunków T. episcopus:
- T. episcopus cana	– tangarka niebieskoskrzydła[5] – południowo-wschodni Meksyk do północno-wschodniej Kolumbii i północna Wenezuela.
- T. episcopus caesitia – Bocas del Toro.
- T. episcopus cumatilis – wyspa Coiba.
- T. episcopus nesophila – wschodnia Kolumbia do wschodniej Wenezueli, Trynidad.
- T. episcopus berlepschi – Tobago.
- T. episcopus mediana – południowo-wschodnia Kolumbia i południowa Wenezuela do północnej Boliwii.
- T. episcopus episcopus – tangarka niebieska[5] – Gujana Francuska, Gujana, Surinam do centralnej Brazylii.
- T. episcopus ehrenreichi – okolice rzeki Purus (północno-zachodnia Brazylia).
- T. episcopus leucoptera – środkowa Kolumbia.
- T. episcopus quaesita – południowo-zachodnia Kolumbia do północno-zachodniego Peru.
- T. episcopus caerulea – południowo-wschodni Ekwador i północne Peru.
- T. episcopus major – środkowe Peru.
- T. episcopus urubambae – południowo-wschodnie Peru.
- T. episcopus coelestis – południowo-wschodnia Kolumbia, wschodni Ekwador do zachodniej Brazylii i środkowego Peru.

## Występowanie
Występuje od Meksyku do Peru, Boliwii i środkowej Brazylii, także Trynidad i Tobago.

## Morfologia i ekologia
Długość ciała 15–16 cm. Masa ciała 27–45 g. Samica ubarwiona jest podobnie do samca, ale bardziej zielonawa.
Śpiew to piskliwy świergot. Bardzo ruchliwa. Samica składa 2–3 jaja, wysiadywanie trwa 13–14 dni.

## Status
Przez IUCN gatunek klasyfikowany jest jako najmniejszej troski (LC, Least Concern). W 2008 roku organizacja Partners in Flight szacowała, że liczebność światowej populacji mieści się w przedziale 5–50 milionów osobników. Ze względu na brak dowodów na spadki liczebności bądź istotne zagrożenia dla gatunku, BirdLife International ocenia trend liczebności populacji jako stabilny.